# Té de yuja
El té de yuja (en coreano: 유자차 yuja-cha) es un té tradicional coreano hecho de yuja finamente cortado con su piel y mezclado con miel o azúcar. Para prepararlo, se mezcla una cucharada de yuja-cheong (유자청, jarabe espeso de yuja) en una taza de agua normalmente caliente. El color es amarillo y se parece a mermelada. La propia fruta yuja tiene un sabor fuerte, agrio y amargo a un tiempo, por lo que los coreanos la emplean en mermelada dulce para hacer el té. El yuja-cha puede hacerse en casa o comprarse ya preparado en tarros de cristal. Se emplea como remedio herbal para el resfriado común y afecciones invernales parecidas.